# Bactrocera synnephes
Bactrocera synnephes är en tvåvingeart som först beskrevs av Friedrich Georg Hendel 1913.  Bactrocera synnephes ingår i släktet Bactrocera och familjen borrflugor.
Artens utbredningsområde är Taiwan. Inga underarter finns listade.